# أنتوني فرينش
أنتوني فرينش (بالإنجليزية: Anthony French)‏ هو مجدف بريطاني، ولد في القرن العشرين.

## وصلات خارجية
- أنتوني فرينش على موقع الاتحاد الدولي للتجديف (الإنجليزية)